# Typhloditha minima
Typhloditha minima es una especie de arácnido del orden Pseudoscorpionida de la familia Tridenchthoniidae.

## Distribución geográfica
Se encuentra en la República del Congo.